# Coccinella novemnotata
Coccinella novemnotata là một loài bọ rùa bản địa của Bắc Mỹ.